# 1 grosz wzór 1990
1 grosz wzór 1990 – moneta jednogroszowa, wprowadzona do obiegu w dniu denominacji z 1 stycznia 1995 r., zarządzeniem z 29 listopada 1994 r. Została zastąpiona jednogroszówką wzór 2013 o zmodyfikowanym wzorze awersu.
Jednogroszówkę wzór 1990 bito w latach 1990–2014.

## Awers
W centralnym punkcie umieszczono godło – orła w koronie, pod łapą orła, z prawej strony, znak mennicy – litery M W, poniżej rok bicia, dookoła napis: „RZECZPOSPOLITA POLSKA”.

## Rewers
Na tej stronie monety znajduje się duża cyfra 1, poniżej poziomy napis: „GROSZ”, nad cyfrą gałązka z liściem dębu.

## Nakład
Monetę bito w mosiądzu manganowym MM59 na krążku o średnicy 15,5 mm, masie 1,64 grama, z rantem ząbkowanym, według projektów:
- Stanisławy Wątróbskiej-Frindt (awers) oraz
- EwyTyc-Karpińskiej (rewers),

w Mennicy Państwowej / Polskiej (S.A.).
Nakłady monety w poszczególnych latach przedstawiały się następująco:
| Lp. | Rocznik | Mennica                                      | Nakład (sztuk) | Uwagi                                           |
| --- | ------- | -------------------------------------------- | -------------- | ----------------------------------------------- |
| 1   | 1990    | Mennica Państwowa                            | 29 140 000     |                                                 |
| 2   | 1991    | Mennica Państwowa                            | 79 000 000     | istnieją destrukty mennicze stempla odwróconego |
| 3   | 1992    | Mennica Państwowa                            | 362 000 000    |                                                 |
| 4   | 1993    | Mennica Państwowa                            | 80 780 000     |                                                 |
| 5   | 1995    | Mennica Państwowa                            | 102 280 109    |                                                 |
| 6   | 1997    | Mennica Państwowa                            | 103 080 002    |                                                 |
| 7   | 1998    | Mennica Państwowa                            | 257 640 003    |                                                 |
| 8   | 1999    | Mennica Państwowa                            | 203 970 000    | istnieją destrukty mennicze stempla odwróconego |
| 9   | 2000    | Mennica Państwowa                            | 210 100 000    |                                                 |
| 10  | 2001    | Mennica Państwowa                            | 210 000 020    |                                                 |
| 11  | 2002    | Mennica Państwowa                            | 240 000 000    |                                                 |
| 12  | 2003    | Mennica Państwowa                            | 250 000 000    |                                                 |
| 13  | 2004    | Mennica Państwowa (S.A.)                     | 300 000 000    |                                                 |
| 14  | 2005    | Mennica Państwowa S.A. / Mennica Polska S.A. | 375 000 000    | istnieją destrukty mennicze stempla odwróconego |
| 15  | 2006    | Mennica Polska S.A.                          | 184 000 000    |                                                 |
| 16  | 2007    | Mennica Polska S.A.                          | 330 000 000    |                                                 |
| 17  | 2008    | Mennica Polska S.A.                          | 316 000 000    |                                                 |
| 18  | 2009    | Mennica Polska S.A.                          | 338 000 000    |                                                 |
| 19  | 2010    | Mennica Polska S.A.                          | 150 000 000    |                                                 |
| 20  | 2011    | Mennica Polska S.A.                          | 270 000 000    |                                                 |
| 21  | 2012    | Mennica Polska S.A.                          | 365 000 000    |                                                 |
| 22  | 2013    | Mennica Polska S.A.                          | 323 000 000    | w tym roczniku bito również 1 grosz wzór 2013   |
| 23  | 2014    | Mennica Polska S.A.                          | 86 000 000     | w tym roczniku bito również 1 grosz wzór 2013   |

## Opis
Z datą na monecie 2013 i 2014 w obieg wpuszczano jednogroszówki o starym i nowym wzorze awersu.
W 2005 r. Mennica Polska, z okazji 10 lat w obiegu, wyemitowała zestawy kwadratowych klip okolicznościowych, w skład których wchodził również numizmat przedstawiający w centralnej części po obu stronach rysunki awersu i rewersu groszówki wzór 1990. Na awersie w miejscu cyfr określających rok bicia umieszczono napis „1995–2005”. Numizmaty te powstały na metalicznych kwadratach o wymiarach 25 × 25 mm w czterech wersjach:
- w mosiądzu manganowym (tak samo jak w przypadku monety wprowadzonej do obiegu) – masa 8,1 grama, nakład 5000 sztuk,
- w miedzi – masa 8,5 grama, nakład 2000 sztuk,
- w srebrze Ag925 – masa 9,77 grama, nakład 1000 sztuk,
- w złocie Au900 – masa 18 gramów, nakład 50 sztuk.

Ponieważ emitentem zestawów okolicznościowych była Mennica Polska, a nie Narodowy Bank Polski numizmaty te nie są monetami w dosłownym tego słowa znaczeniu. Mimo to, w niektórych polskich katalogach wymieniane są na równi z monetami obiegowymi.

## Wersje próbne
Istnieje wersja tej monety należąca do serii próbnych w niklu z roku 1990, z wypukłym napisem PRÓBA, wybita w nakładzie 500 sztuk.